# 根北峠
根北峠（こんぽくとうげ）は、北海道標津郡標津町と斜里郡斜里町の境にある国道244号の峠。根室振興局とオホーツク総合振興局の境界にもなっている。

## 概要
知床半島付け根を横切る峠。知床峠の冬季通行止め期間中は知床半島南北を連絡する唯一のルートとなる。
峠の頂上付近は白樺（シラカンバ）の群生林が見られる。
北海道内の国道の中で悪天候などによる通行止め回数が比較的多い。

## 歴史
1885年（明治18年）清里峠を通る斜里山道に代わる道として開削され、「新斜里山道」と呼ばれた。古くは「忠類越」と言われたアイヌの踏査路であり、積雪期でも踏破できる根室国と北見国を結ぶルートとなった。
1957年（昭和32年）から1970年（昭和45年）までは斜里町越川 - 斜里間に日本国有鉄道（国鉄）根北線があり、道路沿いには未成線区間となった越川橋梁（第一幾品川橋梁）が現存している（1973年（昭和48年）の国道工事に伴い橋脚2本が撤去されている）。